# جايسون درايسديل
جايسون درايسديل (بالإنجليزية: Jason Drysdale)‏ هو لاعب كرة قدم بريطاني، ولد في 17 نوفمبر 1970 في برستل في المملكة المتحدة. لعب مع سويندون تاون وفوريست غرين ونادي آبريستويث تاون ونادي نورثامبتون تاون ونادي واتفورد ونيوكاسل يونايتد.

## وصلات خارجية
- جايسون درايسديل على موقع قاعدة بيانات كرة القدم.إي يو (الإنجليزية)
- جايسون درايسديل على موقع Soccerbase.com (لاعب) (الإنجليزية)